# Lãnh thổ Kansas
Lãnh thổ Kansas (tiếng Anh: Kansas Territory hay Territory of Kansas) từng là một lãnh thổ hợp nhất có tổ chức của Hoa Kỳ, tồn tại từ ngày 30 tháng 5 năm 1854 cho đến 29 tháng 1 năm 1861 khi phần phía đông của lãnh thổ được phép gia nhập liên bang để trở thành tiểu bang Kansas.
Lãnh thổ kéo dài từ ranh giới Missouri về phía tây đến đỉnh Rặng Thạch Sơn và từ vĩ tuyến 37 độ Bắc đến vĩ tuyến 40 độ Bắc. Phần lớn vùng phía đông của tiểu bang Colorado từng là một phần đất của Lãnh thổ Kansas. Lãnh thổ Colorado được thành lập để cai quản vùng phía tây của cựu Lãnh thổ Kansas vào ngày 28 tháng 3 năm 1861.

## Đạo luật Kansas–Nebraska

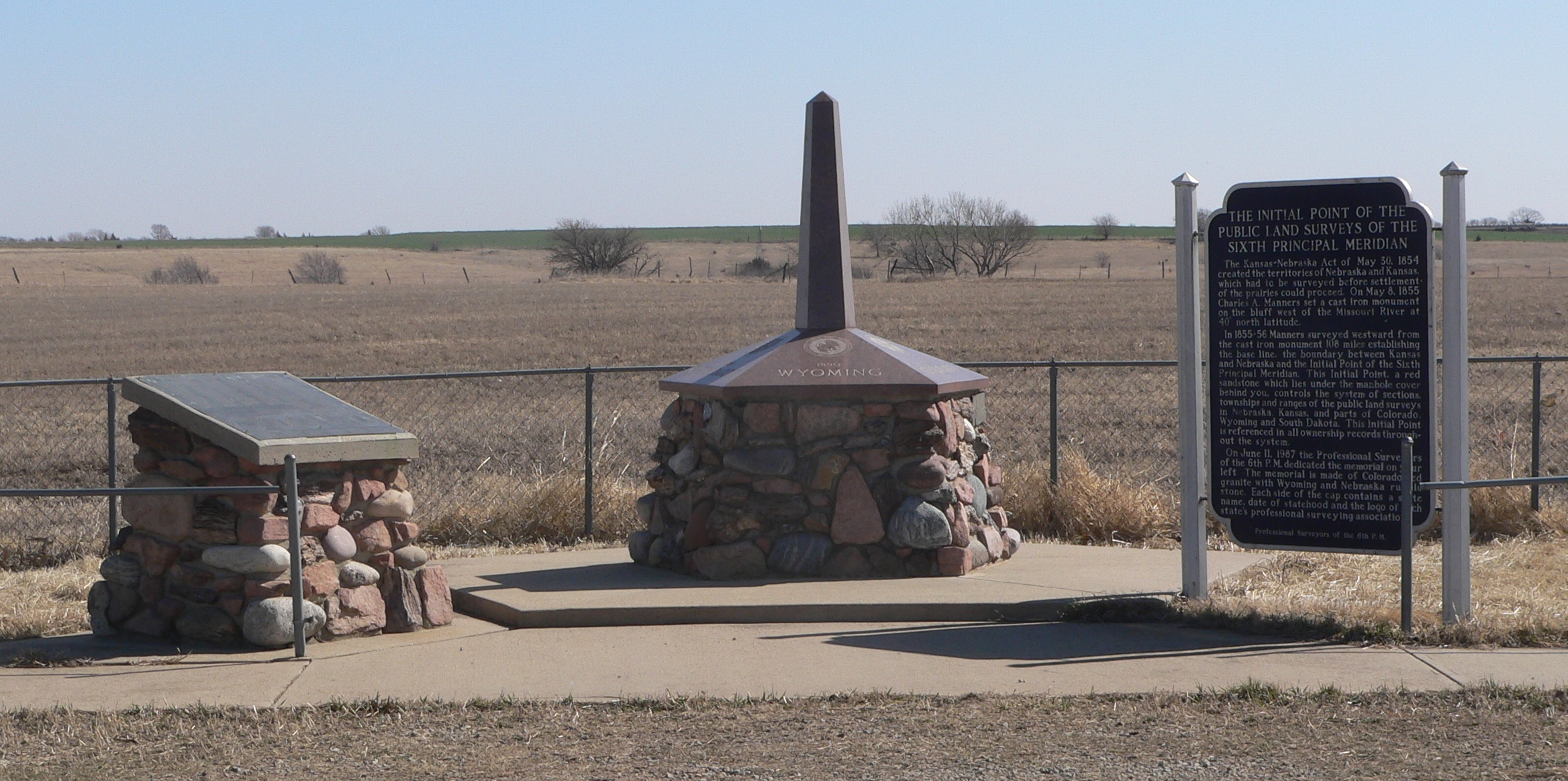
Site No. JF00-072: Đường ranh giới Nebraska-Kansas tại nơi gặp nhau của các quận thuộc Nebraska là Thayer và Jefferson và cái quận thuộc Kansas là Washington và Republic.

Lãnh thổ Kansas được thiết lập bởi Đạo luật Kansas–Nebraska. Đạo luật Kansas–Nebraska thành luật vào ngày 30 tháng 5 năm 1854, thiết lập Lãnh thổ Nebraska và Lãnh thổ Kansas. Điều quan trọng nhất của đạo luật là hiệu quả đình chỉ Thỏa hiệp Missouri năm 1820 và cho phép người định cư của Lãnh thổ Kansas với chủ quyền đại chúng quyết định liệu Kansas sẽ trở thành một tiểu bang tự do hay một tiểu bang theo chế độ nô lệ.
Đạo luật gồm có 37 đoạn. Các điều khoản có liên quan đến Lãnh thổ Kansas được ghi trong 18 đoạn cuối cùng của đạo luật.

## Cuộc di cư từ phía đông

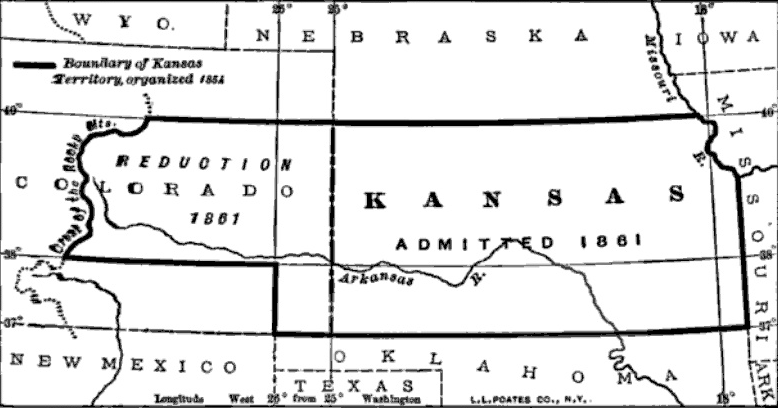
Lãnh thổ Kansas Changes

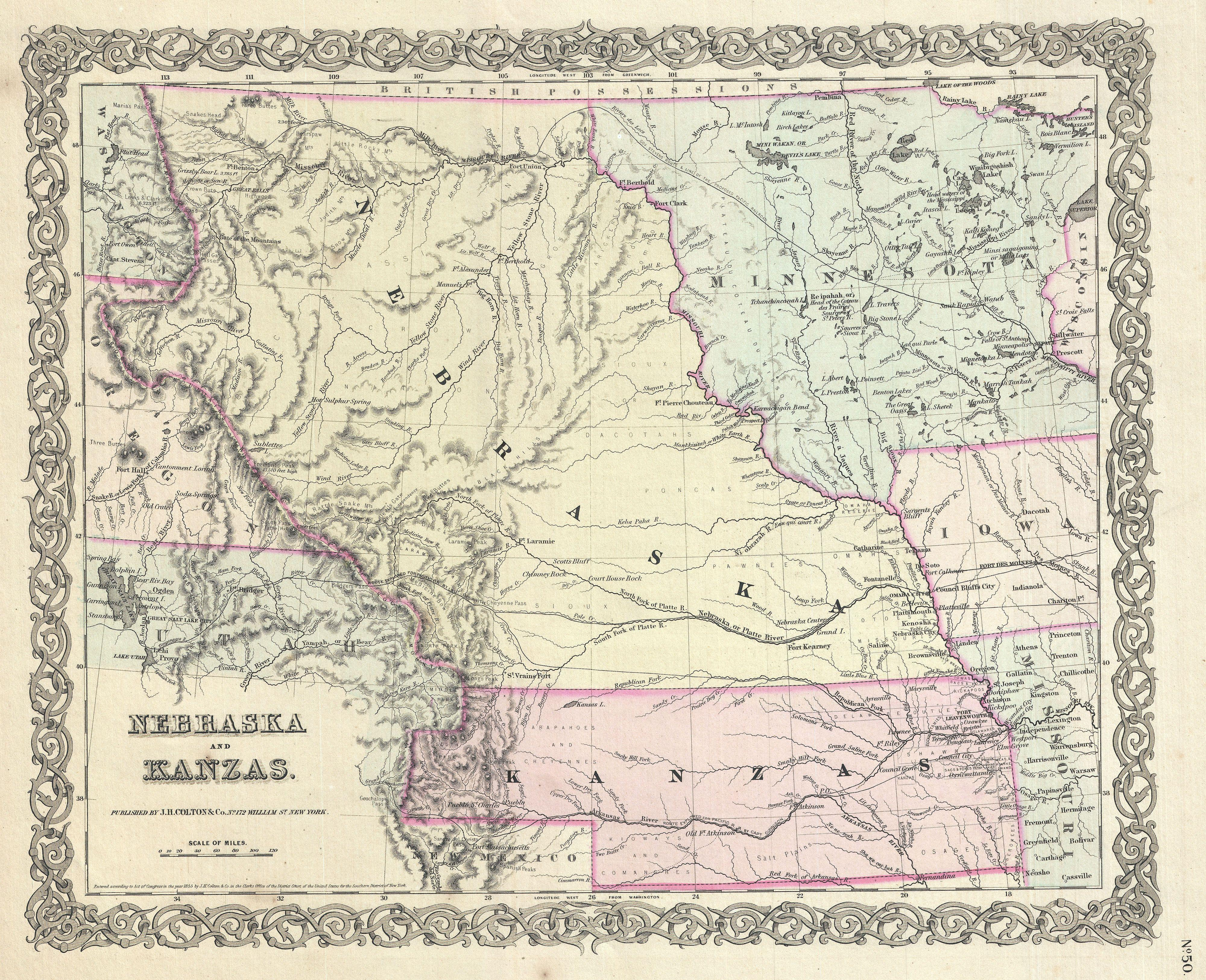
Phiên bản đầu tiên năm 1855, bản đồ Lãnh thổ Nebraska và Lãnh thổ Kansas của Colton

### Dân định cư ủng hộ chế độ nô lệ
Trong vòng vài ngày sau khi thông qua Đạo luật Kansas-Nebraska, hàng trăm người dân từ Missouri vượt ranh giới vào lãnh thổ lân cận, chọn lựa một khu đất đai, và rồi tựu hơp với các nhà phiêu lưu đồng liêu của mình trong một cuộc họp hay một số cuộc họp với ý định thiết lập quyền duy trì chế độ nô lệ trên toàn bộ vùng đất.
Ngày 10 tháng 6 năm 1854, những người dân Missouri tổ chức một cuộc họp tại Thung lũng Salt Creek, một trạm mậu dịch nằm cách Fort Leavenworth 3 dặm Anh về phía tây. Tại đây, "Hội Squatter's Claim" được tổ chức. Họ nói rằng họ mong muốn biến Kansas thành một tiểu bang theo chế độ nô lệ nếu phải cần đến phân nửa tổng số công dân của Missouri với súng trong tay để di cư đến đó. Theo những người di cư này, những người giải phóng nô lệ sẽ vô sự nếu đừng bước vào Lãnh thổ Kansas mà nên dừng chân trên sông Missouri cho đến khi họ đến được Lãnh thổ Nebraska là nơi được tiên đoán trở thành một tiểu bang tự do. Trước khi đợt di cư đầu tiên của người "tự do" từ các tiểu bang miền Đông và miền Bắc Hoa Kỳ đến, gần như mọi vị trí thuận tiện dọc theo sông Missouri đã bị người từ tây Missouri tuyên bố chủ quyền.

### Những người thuộc các tiểu bang tự do
Trong cuộc tranh luận kéo dài trước khi thông qua Đạo luật Kansas-Nebraska, quan điểm đã được đồng thuận tại miền Bắc là: các phương cách còn lại duy nhất để cứu lãnh thổ này từ tay các thế lực theo chế độ nô lệ là chiếm cứ và định cư ngay lập tức với số lượng khá đông người di cư chống chế độ nô lệ từ các tiểu bang tự do để thiết lập các cơ quan tự do bên trong ranh giới lãnh thổ. Mong muốn tạo điều kiện cho công cuộc thuộc địa hóa lãnh thổ, trên thực tế, đã thành hình trong lúc đạo luật tổ chức vẫn còn đang lúc tranh luận tại Quốc hội Hoa Kỳ. Tổ chức lớn nhất được thành lập cho mục đích này là Công ty Trợ giúp Di cư Tân Anh do Eli Thayer tổ chức.
Cuộc di cư từ các tiểu bang tự do trong đó có Tân Anh, Iowa, Ohio, và các tiểu bang Trung Tây Hoa Kỳ đổ vào lãnh thổ bắt đầu vào năm 1854. Những người di cư này được biết là "những người thuộc các tiểu bang tự do. Vì người Missouri đã tuyên bố chủ quyền phần nhiều đất đai gần ranh giới nhất nên người thuộc các tiểu bang tự do bị ép buộc thiết lập các khu định cư xa hơn trong nội địa Lãnh thổ Kansas. Trong số các khu định cư là Lawrence, Topeka, và Manhattan.
Để bảo vệ họ chống lại sự xâm nhập của những người ngoài, "Hội Người định cư Thực sự của Lãnh thổ Kansas" được thành lập. Hội này tổ chức một cuộc họp vào ngày 12 tháng 8 năm 1854. Đề tài của cuộc họp là thông qua một số quy định để bảo vệ người định cư thuộc nhóm "tiểu bang tự do".

## Các bổ nhiệm đầu tiên cho lãnh thổ
Để giới thiệu một chính quyền lãnh thổ, các chức vụ bổ nhiệm đầu tiên theo các điều khoản của đạo luật tổ chức lãnh thổ được thực hiện vào tháng 6 và tháng 7 năm 1854. Tổng thống Pierce bổ nhiệm các chức vụ và được Thượng viện Hoa Kỳ xác nhận trước khi các viên chức này nhậm chức. Thống đốc đầu tiên là Andrew Horatio Reeder (từ Easton, Pennsylvania), được bổ nhiệm ngày 29 tháng 6 năm 1854 và bị bãi nhiệm ngày 28 tháng 7 năm 1858.

## Bầu cử hội đồng lập pháp lãnh thổ
Ngày 30 tháng 3 năm 1855, những người ủng hộ chế độ nô lệ, được biết với tên gọi "Border Ruffians", từ tiểu bang Missouri đổ vào Kansas tham gia bầu cử hội đồng lập pháp đầu tiên của lãnh thổ. Vì số đông áp đảo của họ nên họ đã bầu lên một hội đồng lập pháp với đa số thành viên ủng hộ chế độ nô lệ. Các ứng cử viên chống chế độ nô lệ chỉ thắng thế tại một khu bầu cử, đó là Quận Riley tương lai.  Vì có nhiều nghi vấn về gian lận bầu cử, hội đồng lập pháp này được phe chống nô lệ mệnh danh là Bogus Legislature (Viện lập pháp Giả).
Phiên họp đầu của hội đồng lập pháp được tổ chức tại Pawnee, Kansas (bên trong địa giới của Fort Riley ngày nay) theo yêu cầu của thống đốc Reeder. Ông chọn lựa nơi này làm thủ phủ vì là nơi cách xa tiểu bang Missouri theo chế độ nô lệ.  Tòa nhà bằng đá cao hai tầng hiện nay vẫn còn đó và mở cửa cho công chúng tham quan đã trở thành thủ phủ lãnh thổ đầu tiên của Kansas. Tòa nhà này chỉ làm trụ sở hội đồng lập pháp trong 5 ngày từ 2–6 tháng 7 năm 1855. Thủ phủ bị di chuyển đến gần tiểu bang Missouri hơn đến Cơ sở Truyền giáo của Hội thánh Giám lý Shawnee sau khi hội đồng lập pháp với đa số thành viên theo chế độ nô lệ thông qua một đạo luật di chuyển thủ phủ.
Đạo luật cuối cùng của Hội đồng Lập pháp Lãnh thổ là đạo luật chấp thuận hiến chương thành lập Đại học Sisters of Bethany vào ngày 2 tháng 2 năm 1861 - cách 4 ngày sau khi James Buchanan ký đạo luật của Quốc hội Hoa Kỳ chính thức thu nhận Kansas vào liên bang để trở thành tiểu bang Kansas.

## Kansas đổ máu
Lãnh thổ được mệnh danh là "Kansas đổ máu" vì là nơi hai phía chống và ủng hộ chế độ nô lệ chống đối nhau trong một cuộc tranh giành ảnh hưởng đôi lúc bằng bạo động. Nhiều sử gia cho rằng các sự kiện xảy ra tại Kansas vào lúc đó chính là nơi cuộc Nội chiến Hoa Kỳ bắt đầu.
James H. Lane gia nhập phong trào tiểu bang-tự do năm 1855 và trở thành chủ tịch Hội nghị Hiến pháp Topeka từ 23 tháng 10 đến 11 tháng 11 năm 1855. Sau đó ông là lãnh tụ của nhóm dân quân chống chế độ nô lệ "Jayhawker". Cuộc họp đông đảo đầu tiên của phong trào tiểu bang-tự do diễn ra tại Lawrence vào đêm 8 tháng 6 năm 1855. Trong cuộc họp có nói rằng có một số phần tử từ tiểu bang Missouri lân cận thường hay xâm nhập vào lãnh thổ này, gian lận và giành lấy quyền lực của nhân dân ta tại thùng phiếu, và đã bắt buộc chúng ta bằng một hội đồng lập pháp mà chẳng đại diện cho các quan điểm của các cử tri hợp pháp trong lãnh thổ này.
Cuộc họp cũng cho rằng một số người từ tiểu bang Missouria đã sử dụng bạo lực đối với người dân và tài sản của người dân trong Lãnh thổ Kansas. Cuộc họp đồng thuận rằng Kansas nên là một tiểu bang tự do và cho rằng người Missouria trong cuộc bầu cử vừa qua là một sự sĩ nhục toàn diện đối với quyền đầu phiếu và quyền con người của những "người tự do" (ám chỉ người được giải phóng nô lệ), và là một sự vi phạm các nguyên tắc chủ quyền công chúng.